# إد عمران (الركادة)
إد عمران هو دُوَّار يقع بجماعة الرڭادة، إقليم تيزنيت، جهة سوس ماسة في المملكة المغربية. ينتمي الدوّار لمشيخة الركادة التي تضم 23 دوار. يقدر عدد سكانه بـ 267 نسمة حسب الإحصاء الرسمي للسكان والسكنى لسنة 2004.

## روابط خارجية
- البوابة الوطنية للجماعات الترابية
- المندوبية السامية للتخطيط